# Ардгрум

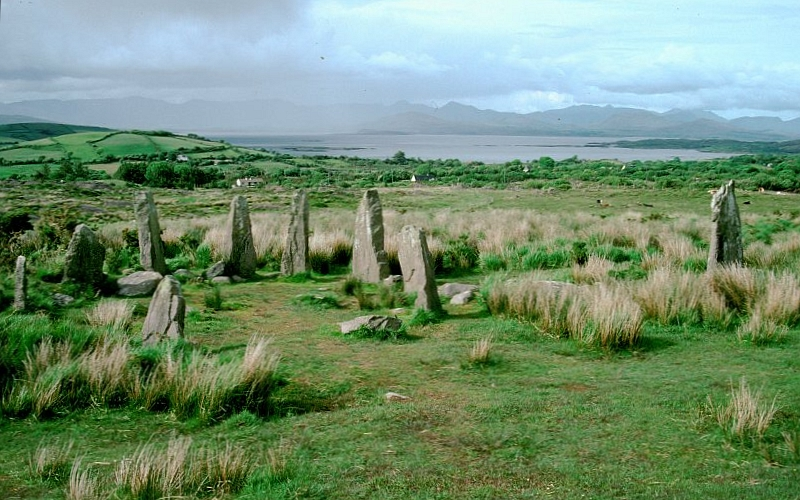
Главная достопримечательность

Ардгрум (англ. Ardgroom; ирл. Dhá Dhrom, «два хребта») — деревня в Ирландии, находится в графстве Корк (провинция Манстер).
Население — 859 человек (по переписи 2002 года).
Недалеко от деревни находится ряд мегалитических памятников, самый живописный из которых, вероятно, каменный круг на юго-западе от деревни. Он называется Canfea, но зачастую его называют «ЮЗ Ардгрум», чтобы отличить от другого круга, находящегося к северо-востоку.